# Tricholaser afghanicum
Tricholaser afghanicum är en flockblommig växtart som beskrevs av Alexander Gilli. Tricholaser afghanicum ingår i släktet Tricholaser och familjen flockblommiga växter. Inga underarter finns listade i Catalogue of Life.